# Sergi Martín
Sergi Martín Hernández (Barcelona, Cataluña, España, 8 de julio de 1974) es un jugador de voleibol de pista y voleibol de playa.
Ha ganado diversos torneos de vóley playa, y ha jugado en diferentes equipos de la superliga española de voleibol. Esta temporada ha conseguido el ascenso del FC Barcelona de la Superliga masculina 2 a la Superliga masculina.

## Clubes
- FC Barcelona.
- Sant Pere i Sant Pau de Tarragona.
- Jusan Canarias.
- Numancia Ciudad del Medio Ambiente de Soria.
- UBE L'Illa Grau.

## Palmarés
- Segundo (junto a Agustín Correa) en el Campeonato de Cataluña de vóley playa 2012  Archivado el 17 de enero de 2014 en Wayback Machine..
- Tercer puesto de la superliga española con el FC Barcelona (2010-11).
- Tercer puesto en la superliga española 2 con el FC Barcelona (2015-16).